# Йом Те Ок
Йом Те Ок (кор. 렴대옥, 廉太鈺; 2 лютого 1999, Пхеньян) — північнокорейська фігуристка, що виступає у парному спортивному фігурному катанні (разом з партнером Кім Чжу Сік). Учасниця зимових Олімпійських ігор 2018 року.